# Règles de la FIFA sur l'éligibilité à une équipe nationale
 (novembre 2020).

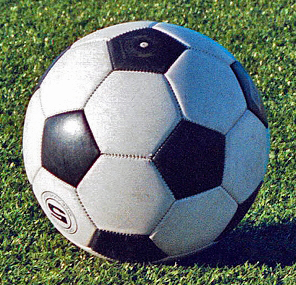
Ballon de Football

Dans le domaine du football, les règles régissant l'éligibilité pour jouer en équipe nationale sont définies par la FIFA. La double nationalité, ou la multi-nationalité, permet aux joueurs qui en sont détenteurs de pouvoir choisir, sous certaines conditions et dans un cadre réglementé, l'association nationale du pays dont ils défendront les couleurs, que ce soit en matchs amicaux ou lors de compétitions internationales. Les joueurs titulaires d'une double nationalité, une fois qu'ils ont disputé tout ou partie d’un match officiel pour l'équipe nationale de leur choix, ne peuvent plus jouer pour une autre équipe nationale.
La Fédération internationale de football association (couramment connue comme la FIFA) est responsable du maintien et de l'application des règles déterminant si un joueur de football est habilité à représenter un pays. Au XXIe siècle, les règles de la FIFA disposent que tout joueur peut s'engager au sein d'une équipe nationale, à condition de posséder la nationalité du pays de cette équipe (et d'avoir été préalablement sélectionné par son entraîneur). En 2004, en réaction à la tendance croissante à la naturalisation de joueurs étrangers dans certains pays, la FIFA a adopté une nouvelle réglementation visant à éviter certains abus. Cette réglementation dispose que le joueur détenant plusieurs nationalités doit démontrer un « lien évident » avec le pays qu'il souhaite représenter. En cas d'infraction au règlement, la FIFA a le pouvoir d'annuler les résultats des matchs internationaux d'une équipe comportant des joueurs inéligibles.
Les règles d'admissibilité de la FIFA précisent également qu'une équipe masculine ne peut pas comporter de femmes (quelle que soit la nationalité de celles-ci), de même qu'une équipe féminine ne peut pas comporter d'hommes (quelle que soit la nationalité de ceux-ci).

## Historique
Anciennement, il était possible pour les joueurs de porter les couleurs de plusieurs équipes nationales consécutivement à condition d'en avoir la nationalité : soit par la double-nationalité (liens familiaux), soit en ayant été naturalisé. Ainsi, entre 1946 et 1961, le joueur hongrois László Kubala (né à Budapest en Hongrie) a joué successivement pour la Tchécoslovaquie, puis la Hongrie et enfin l'Espagne. De même, Alfredo Di Stéfano, un des joueurs les plus reconnus de son époque, a d'abord joué en 1947 pour l'Argentine (son pays de naissance) puis pour la Colombie (1949 mais ces sélections n'ont pas été reconnues par la FIFA) et l'Espagne (1957-1961),. Le coéquipier de Di Stéfano, qui évoluait avec lui au Real Madrid, Ferenc Puskás, a également joué pour l'Espagne, après avoir accumulé 85 sélections pour la Hongrie plus tôt dans sa carrière. Un autre exemple d'un joueur célèbre ayant porté plusieurs maillots nationaux est celui de José Altafini, qui a joué pour l'équipe du Brésil à la Coupe du monde de 1958 puis pour celle d'Italie lors de la Coupe du monde 1962,
C'est en 1964 que là FIFA va interdire à un joueur de représenter plus d'une sélection nationale dans sa carrière,.
Voici une liste d'autres exemples de joueurs ayant officiellement (lors de compétitions internationales) représentés plus d'un pays :
- Law Adam – (Suisse et Pays-Bas)[10] ;
- Gyula Bodola – (Roumanie et Hongrie)[10] ;
- Tommy Breen – (Irlande et Irlande du Nord)[10] ;
- Joe Gaetjens – (États-Unis et Haïti)[10] ;
- Marius Hiller – (Allemagne et Argentine)[10] ;
- Eulogio Martínez – (Paraguay et Espagne)[10] ;
- Raimundo Orsi – (Argentine et Italie)[10] ;
- Luis Monti – (Argentine et Italie)[10] ;
- Michel Platini – (France et Koweït)[10],[11],[12] ;
- José Santamaría – (Uruguay et Espagne)[10] ;
- Alberto Spencer – (Équateur et Uruguay)[10] ;
- Josip Weber - (Croatie et Belgique)[10].

## Nouvelles réglementations
Avant 2003, les joueurs plurinationaux ayant déjà été sélectionnés dans les équipes nationales de jeunes d’une fédération déterminée ne peuvent plus représenter la sélection d'une autre fédération.
En 2003, la FIFA a mis en place des changements importants en ce qui concerne les règles en matière de double nationalité et d'éligibilité à une équipe nationale. Les nouvelles règles sont plus souples pour les binationaux d'origine africaine notamment, et pour les naturalisés. Ces règles ont aussi pour but de déterminer le pays que peut représenter un joueur au niveau international. De fait, un joueur possédant deux nationalités doit choisir de concourir pour l’un des deux pays dont il est le ressortissant, conformément à l'alinéa 2 de l'article 15 du règlement de la FIFA :
1. « Tout joueur qui a déjà pris part, [dans une équipe], à un match international (totalement ou partiellement) d’une compétition officielle de quelque catégorie que ce soit ne peut plus être aligné en match international par une autre équipe, sauf en cas d’exceptions[15]. »

En janvier 2004, la nouvelle décision entrée en vigueur permet à un binational de représenter un des deux pays dont il a la nationalité lorsqu'il fait partie de l'équipe «juniors» de ce pays, et l'autre lorsqu'il est en âge de faire partie de l'équipe officielle (l'équipe «séniors»), à condition qu'il ait moins de 21 ans (cette limite d'âge a été levée en 2009 lors d'une seconde réforme.) Le premier joueur à avoir bénéficié de cette nouvelle réglementation est Antar Yahia (il a joué pour l'équipe de France des moins de 18 ans avant de représenter l'équipe d'Algérie lors des éliminatoires des Jeux olympiques de 2004.) Des exemples postérieurs peuvent être cités, comme celui de Sone Aluko, qui a débuté dans l'équipe d'Angleterre des moins de 19 ans avant de rejoindre le Nigéria, Ludovic Obraniak, qui a joué un match avec l'équipe de France espoirs en 2004 avant de choisir la sélection polonaise en 2009 ou encore Andrew Driver, qui a fait ses débuts dans l'équipe d'Angleterre espoirs puis a rejoint l'équipe nationale d'Ecosse.

## Le «lien évident» pour éviter les abus
Mais, par la suite, les abus fréquents de la part de certains pays ont provoqué un durcissement des réglementations de la FIFA. La FIFA a ainsi adopté une politique plus contraignante en réponse à la tendance croissance qu'avaient certains pays, comme le Qatar, à naturaliser des joueurs étrangers, en particulier brésiliens - qui n'ont pourtant aucun lien avec le Qatar - dans le seul but de les intégrer à l'équipe nationale. Ceci a provoqué une polémique : plusieurs observateurs ont accusé le Qatar d'« acheter une équipe » et de « fabriquer ses stars ». En effet, une grande partie des joueurs de l'équipe nationale du Qatar ne sont pas réellement qatariens ou le sont à la suite d'une naturalisation récente.
La FIFA a alors promulgué en 2004 une nouvelle réglementation de sa politique à l'égard des binationaux : les joueurs doivent désormais être en mesure de démontrer un « lien évident » avec le pays dans lequel ils ne sont pas nés mais qu'ils souhaitent représenter. Ce « lien évident » implique que le joueur doit avoir au moins un parent ou grand parent qui est né dans ce pays ou, à défaut, y avoir lui-même résidé au moins deux ans.
Cependant, le Qatar n'était pas le seul pays à faire usage du phénomène des « naturalisations de masse » pour améliorer son équipe. En 2003, le Togo avait aligné six joueurs brésiliens récemment naturalisés togolais (Hamilton, Mikimba, Bill, Fábio Oliveira, Cris et Fabinho), lesquels ont participé à la qualification pour la Coupe d'Afrique des Nations 2004 et la Coupe du monde 2006. Entre 2005 et 2007, la Guinée équatoriale possédait également sept joueurs naturalisés mais n'ayant aucun lien de parenté avec la Guinée équatoriale (Ronan, André Neles, Daniel Martins, Léo Quirino, Fernando, Anderson et Alex).
En novembre 2007, le président de la FIFA, Sepp Blatter a déclaré à la BBC : « Si nous ne mettons pas fin à cette farce, si nous n’arrêtons pas ce flux de joueurs en provenance du Brésil vers l'Europe, l'Asie et l'Afrique, il y aura, sur les 32 équipes qui participeront aux prochaines coupes du monde (2014 et 2018), 16 dont la moitié seront des joueurs brésiliens. »
La date d'obtention de la double nationalité pour les joueurs n'étant pas né, n'ayant aucun lien d'ordre familiaux ou ne possédant aucune ascendance parentale dans un pays spécifique a été prolongée de deux à cinq ans en mai 2008 au Congrès de la FIFA dans le cadre des efforts de Blatter pour préserver l'intégrité des compétitions impliquant des équipes nationales.

## Réglementation en vigueur

### Ancienne réglementation (2016)
En 2016, le positionnement de la FIFA sur la question des joueurs jamais sélectionnés en équipe nationale souhaitant changer de nationalité administrative pour représenter une autre association est défini par l'article 7 : « Acquisition of a new nationality » (Acquisition d'une nouvelle nationalité) qui déclare :
« Tout joueur voulant prétendre à une nouvelle nationalité en vertu de l'article 5.1 et qui n'a pas disputé de match international [dans une compétition officielle de toute catégorie] avec une équipe [nationale] est autorisé à jouer pour une autre équipe [nationale], à condition qu'il réponde à l'une des conditions suivantes :
- (a) Il est né sur le territoire de l'équipe concernée
- (B) Sa mère ou son père biologique est né(e) sur le territoire de l'équipe concernée
- (c) Sa grand-mère ou son grand-père biologique est né(e) sur le territoire de l'équipe concernée
- (d) Il a vécu pendant au moins cinq ans après avoir atteint l'âge de 18 ans sur le territoire de l'équipe concernée. »

Le positionnement de la FIFA sur la question des binationaux et la procédure de changement de nationalité sportive est défini respectivement par les articles 6 et 8.

### Changement d'association et réforme de 2020
Jusqu'en 2020, un joueur ne peut changer d'association nationale que s'il n'a joué aucun match officiel en équipe nationale A.
Depuis 2020, un joueur peut aussi changer d'association nationale s'il a joué pour son association actuelle au niveau international A en match officiel, à la condition qu'il fût âgé de moins 21 ans lors de sa dernière sélection (ou que son dernier match officiel pour son association actuelle ait été joué avant le 18 septembre 2020, date d’entrée en vigueur des amendements de septembre 2020), qu'il n'ait pas connu plus de trois sélections A, que trois années au moins se soient écoulées depuis sa dernière sélection A, et qu'il n'ait jamais participé à une Coupe du monde de la FIFA ou une compétition organisée par une confédération. Le joueur doit également avoir été détenteur de la nationalité de l'association qu'il souhaite représenter lorsqu'il a commencé à jouer en match officiel avec son association actuelle.

## Nationalités communes
L’article 6 du Règlement d’application des Statuts de la FIFA, qui ne s’applique que si un joueur est éligible à représenter plus d’une association en raison de sa nationalité (une seule), c’est-à-dire que le joueur détient une «nationalité partagée», aussi appelée « nationalité commune ». Il existe sept nationalités de ce type : française, britannique, néerlandaise, chinoise, danoise, américaine et néo-zélandaise. Les associations membres suivantes partagent une nationalité commune en vertu de l’article 6 :
|                            | Associations membres    | Associations membres        | Associations membres      |
| -------------------------- | ----------------------- | --------------------------- | ------------------------- |
| Nationalité américaine     | Samoa américaines       | Guam                        | Porto Rico                |
| Nationalité américaine     | États-Unis              | Îles Vierges des États-Unis |                           |
| Nationalité britannique    | Anguilla                | Bermudes                    | Îles Vierges britanniques |
| Nationalité britannique    | Îles Caïmans            | Angleterre                  | Gibraltar                 |
| Nationalité britannique    | Montserrat              | Irlande du Nord             | Écosse                    |
| Nationalité britannique    | Îles Turques-et-Caïques | Pays de Galles              |                           |
| Nationalité chinoise       | Chine                   | Hong Kong                   | Macao                     |
| Nationalité danoise        | Danemark                | Îles Féroé                  |                           |
| Nationalité française      | France                  | Tahiti                      | Nouvelle-Calédonie        |
| Nationalité française      | Guadeloupe1             | Guyane1                     | Martinique1               |
| Nationalité française      | Saint-Martin1           | La Réunion2                 |                           |
| Nationalité néerlandaise   | Aruba                   | Curaçao                     | Pays-Bas                  |
| Nationalité néerlandaise   | Bonaire1                | Sint Maarten1               |                           |
| Nationalité néo-zélandaise | Îles Cook               | Nouvelle-Zélande            | Niue3                     |
| Nationalité tanzanienne    | Tanzanie                | Zanzibar2                   |                           |

- 1  Membre plein de la CONCACAF mais non affilié à la FIFA
- 2  Membre de la CAF mais non affilié à la FIFA
- 3  Membre de l'OFC mais non affilié à la FIFA

Bien qu'il existe d'autres joueurs tels que Jocelyn Angloma qui a disputé des compétitions majeures avec la France et la Guadeloupe, le "précédent Florent Malouda" lors de sa participation à la Gold Cup 2017 avec la Guyane entérine qu’un joueur détenant une « nationalité partagée » fondée sur l’article 6 du Règlement et qui a par le passé, joué un match international “A” dans le cadre d’une compétition officielle pour une association membre de la FIFA ne peut représenter en compétition officielle une association qui n'est pas membre de la FIFA, conformément à l’article 8 du même Règlement. Cette décision de la CONCACAF est confirmé par le Tribunal arbitral du sport en 2018.
Cependant, un joueur ayant déjà représenté une association qui n’est pas membre de la FIFA lors d’une « compétition officielle » organisée par une confédération reste éligible pour représenter une association membre de la FIFA lors d’une « compétition officielle » organisée par la FIFA.

## Exemple de joueurs pouvant choisir entre plusieurs pays
En vertu des critères ci dessus, un joueur binational peut choisir de jouer pour l'un des pays dont il possède la nationalité. Une fois le choix fait, il ne peut plus jouer ou rejouer pour les autres pays dont il est ressortissant. Ainsi, les joueurs ne sont pas autorisés à changer de nationalité dès lors qu'ils ont participé, totalement ou partiellement, à un match dans le cadre d'une compétition officielle. Cette règle ne s'applique toutefois pas aux joueurs qui n'ont participé qu'à des matchs amicaux. Voici une liste des joueurs binationaux pouvant ou ayant pu choisir entre plusieurs pays :
- Jermaine Jones a joué trois matchs amicaux avec l'Allemagne en 2008, mais n'ayant pas été retenu pour participer à des matchs officiels, il a pu s'engager avec la sélection des États-Unis (qu'il représente depuis 2010[28].)
- Thiago Motta a également disputé trois matchs amicaux avec le Brésil (son pays de naissance). Étant donné qu'il est aussi d'origine italienne (son grand-père paternel est italien[29]), il a pu être appelé par la fédération italienne pour porter les couleurs de l'équipe d'Italie. Il a joué pour l'Italie jusqu'à sa retraite internationale en 2016[30].
- Le défenseur Nikola Vujadinović (en), est, en raison de ses trois nationalités (Serbe-Monténégrin-Bulgare), éligible pour jouer avec l'équipe nationale de Serbie, du Monténégro ou de Bulgarie[31].
- L'international portugais Pepe, qui évolue au poste de défenseur du FC Porto, est né au Brésil. En 2007, il a été appelé en équipe nationale du Portugal par le sélectionneur du Portugal de l'époque Luiz Felipe Scolari (ce dernier a également entraîné par la suite l'équipe du Brésil jusqu'en 2014.)
- Le défenseur de Chelsea, David Luiz, possède deux nationalités (Portugal et Brésil). Il a cependant choisi l'équipe du Brésil[32].
- Diego Costa est né au Brésil et détient la double nationalité : espagnole et brésilienne. Il a disputé deux matchs amicaux avec l'équipe du Brésil mais, n'ayant pas été appelé lors de matchs officiels, il a pu choisir l'équipe espagnole. Il est aujourd'hui un joueur international espagnol.

Enfin, il n'est pas rare que les dirigeants d'une équipe nationale ou d'une fédération nationale tentent de convaincre les joueurs de changer de nationalité afin de pouvoir les aligner au sein de leur effectif. Ainsi, en 2011, Craig Levein, un représentant de l'équipe nationale d'Écosse a confirmé que ses collègues avaient entamé des négociations avec l'équipe nationale des États-Unis des moins de 17 ans afin de persuader un joueur américain (Jack McBean) de représenter plus tard l'Écosse.

## Fédérations condamnées pour avoir fait jouer des joueurs inéligibles
- La Syrie pour avoir aligné George Mourad contre le Tadjikistan le 23 juillet 2011
- La Nouvelle-Zélande pour avoir aligné Deklan Wynne contre le Vanuatu le 10 juillet 2015. La fédération néo-zélandaise obtient finalement gain de cause en janvier 2016.
- La Bolivie pour avoir aligné Nelson Cabrera contre le Pérou le 1er septembre 2016 et contre le Chili le 6 septembre 2016
- La Guyane pour avoir aligné Florent Malouda contre le Honduras le 11 juillet 2017
- Le Mexique pour avoir aligné Alejandro Zendejas en match amical contre l'Équateur le 27 octobre 2021 et contre le Guatemala le 27 avril 2022[34],[35]